# بوتریچلو
بوتریچلو (به ایتالیایی: Botricello) یک کومونه در ایتالیا است که در استان کاتانزارو واقع شده‌است.

## خصوصیات
بوتریچلو ۱۵٫۲ کیلومترمربع مساحت و ۵٬۱۱۴ نفر جمعیت دارد و ۱۹ متر بالاتر از سطح دریا واقع شده‌است.